# Сартанська селищна рада
Сартанська се́лищна ра́да — орган місцевого самоврядування у складі Кальміуського району Маріуполя Донецької області. Адміністративний центр — селище міського типу Сартана.

## Загальні відомості
- Населення ради: 10783 особи (станом на 1 січня 2013)

## Історія
Донецька обласна рада рішенням від 15 квітня 2010 року в Іллічівському районі Маріупольської міськради перейменувала Сартанівську селищну раду на Сартанську.

## Населені пункти
Селищній раді підпорядковані населені пункти:
- смт Сартана

## Склад ради
Рада складається з 30 депутатів та голови.
- Голова ради: Махсма Степан Григорович

### Депутати
За результатами місцевих виборів 2010 року депутатами ради стали:

#### За суб'єктами висування
| Суб'єкт висування | Кількість обраних депутатів | %  |
| ----------------- | --------------------------- | -- |
| Партія регіонів   | 27                          | 90 |
| Самовисування     | 3                           | 10 |

#### За округами
| № округу        | Прізвище, ім'я, по батькові     | Дата визнання обраним | Освіта                    | Партійна приналежність | Відомості про обраного депутата                                                           |
| --------------- | ------------------------------- | --------------------- | ------------------------- | ---------------------- | ----------------------------------------------------------------------------------------- |
| Партія регіонів |                                 |                       |                           |                        |                                                                                           |
| 1               | Папакиця Людмила Михайлівна     | 03.11.2010            | Освіта вища               | член Партії регіонів   | Маріупольське МСТ, заступник голови                                                       |
| 3               | Хараджа Олексій Олексійович     | 03.11.2010            | Освіта вища               | член Партії регіонів   | приватний підприємець                                                                     |
| 5               | Папакиця Кирило Валерійович     | 03.11.2010            | Освіта середня            | член Партії регіонів   |                                                                                           |
| 6               | Малай Олександр Олександрович   | 03.11.2010            | Освіта вища               | член Партії регіонів   | держкомзем, заступник начальника                                                          |
| 7               | Антоненко Володимир Валерійович | 03.11.2010            | Освіта вища               | член Партії регіонів   | КП «Водопровідно-каналізаційне господарство», майстер                                     |
| 8               | Гадзан Тетяна Степанівна        | 03.11.2010            | Освіта вища               | член Партії регіонів   | Сартанська селищна рада, секретар                                                         |
| 9               | Ізвеков Олександр Миколайович   | 03.11.2010            | Освіта вища               | член Партії регіонів   | Автотранспортний цех № 1, механік                                                         |
| 10              | Котлубей Федора Гаврилівна      | 03.11.2010            | Освіта середня            | член Партії регіонів   | Сартанська селищна рада, заступник селищного голови                                       |
| 12              | Вашура Ігор Володимирович       | 03.11.2010            | Освіта вища               | член Партії регіонів   | ТОВ «Луч — Са», заступник директора                                                       |
| 13              | Пачаджи Олександр Георгійович   | 03.11.2010            | Освіта середня            | член Партії регіонів   | Маріупольське МВДСО УДСО, молодший інспектор                                              |
| 14              | Байдак Олексій Васильович       | 03.11.2010            | Освіта середня спеціальна | член Партії регіонів   | приватний підприємець                                                                     |
| 15              | Котенко Валерій Іванович        | 03.11.2010            | Освіта вища               | член Партії регіонів   | приватний підприємець                                                                     |
| 16              | Янгічер Василь Іванович         | 03.11.2010            | Освіта вища               | член Партії регіонів   | Агроцех № 1, заступник керівника по виробництву                                           |
| 17              | Хараджа Петро Савович           | 03.11.2010            | Освіта незакінчена вища   | член Партії регіонів   | приватний підприємець                                                                     |
| 18              | Папуш Василь Гаврилович         | 03.11.2010            | Освіта вища               | член Партії регіонів   | Агроцех № 9, майстер лінії забою                                                          |
| 19              | Харагай Іван Іванович           | 03.11.2010            | Освіта вища               | член Партії регіонів   | Агроцех № 1, начальник дільниці                                                           |
| 20              | Зименко Тетяна Василівна        | 03.11.2010            | Освіта вища               | член Партії регіонів   | Агроцех № 9, начальник комерційного відділу                                               |
| 21              | Ширас Віталій Вікторович        | 03.11.2010            | Освіта вища               | член Партії регіонів   | приватний підприємець                                                                     |
| 22              | Баркалова Наталя Федорівна      | 03.11.2010            | Освіта вища               | член Партії регіонів   | КП Комунальник, майстер                                                                   |
| 23              | Богадиця Євдокія Анатоліївна    | 03.11.2010            | Освіта вища               | член Партії регіонів   | Агроцех № 9, агроном насіннєвик                                                           |
| 24              | Роменець Михайло Якович         | 03.11.2010            | Освіта вища               | член Партії регіонів   | Агроцех № 9, начальник дільниці                                                           |
| 25              | Каци Георгій Ставрович          | 03.11.2010            | Освіта середня            | член Партії регіонів   | приватний підприємець                                                                     |
| 26              | Захарчук Олександр Степанович   | 03.11.2010            | Освіта середня спеціальна | член Партії регіонів   | Агроцех № 9, водій                                                                        |
| 27              | Куркчі Георгій Іванович         | 03.11.2010            | Освіта вища               | член Партії регіонів   | Маріупольський міський нотаріальний округ, приватний нотаріус                             |
| 28              | Ахман Олександр Володимирович   | 03.11.2010            | Освіта середня            | член Партії регіонів   | приватний підприємець                                                                     |
| 29              | Папакиця Наталя Петрівна        | 03.11.2010            | Освіта незакінчена вища   | член Партії регіонів   | ЧП «Порто Еллас», директор                                                                |
| 30              | Каци Олександра Олексіївна      | 03.11.2010            | Освіта середня            | член Партії регіонів   | приватний підприємець                                                                     |
| Самовисування   |                                 |                       |                           |                        |                                                                                           |
| 2               | Кошкош Степан Степанович        | 03.11.2010            | Освіта середня            | позапартійний          | Маріупольський металургійний комбінат ім. Ілліча, слюсар                                  |
| 4               | Партакела Василь Спиридонович   | 03.11.2010            | Освіта середня спеціальна | член Партії регіонів   | приватний підприємець                                                                     |
| 11              | Фтиць Іван Федорович            | 03.11.2010            | Освіта вища               | позапартійний          | Маріупольський металургійний комбінат ім. Ілліча, заступник голови молодіжної організації |